# فرانز روجوفسكي
فرانز روجوفسكي (مواليد 2 فبراير 1986) هو ممثل وراقص ألماني، ظهر في أفلام من إخراج مايكل هاينيكي، كريستيان بيتزولد وتيرينس ماليك.

## روابط خارجية
- فرانز روجوفسكي على موقع IMDb (الإنجليزية)
- فرانز روجوفسكي على موقع روتن توميتوز (الإنجليزية)
- فرانز روجوفسكي على موقع مونزينجر (الألمانية)
- فرانز روجوفسكي على موقع قاعدة بيانات الأفلام العربية
- فرانز روجوفسكي على موقع ألو سيني (الفرنسية)
- فرانز روجوفسكي على موقع أول موفي (الإنجليزية)
- فرانز روجوفسكي على موقع قاعدة بيانات الأفلام السويدية (السويدية)
- فرانز روجوفسكي على موقع قاعدة بيانات الفيلم (الإنجليزية)
- فرانز روجوفسكي على موقع ليتربوكسد (الإنجليزية)
- فرانز روجوفسكي على موقع كينوبويسك (الروسية)